# Gambia
Gambia (The Gambia), teljes nevén Gambiai Köztársaság (Republic of the Gambia) a kontinentális Afrika legkisebb területű és szinte teljesen sík állama. A kis területen fekvő, gazdaságilag kevéssé fejlett országot Nyugat-Afrikában Szenegál fogja közre, kivéve az Atlanti-óceán felé nyíló rövid partvonalát. Fővárosa és legnagyobb városa Banjul. Hivatalos nyelve az angol, ezt használják az iskolákban és a közigazgatásban, de több helyi nyelvet is beszélnek (mandinka, volof, fula). Az országban számos népcsoport él, közülük a legnagyobb a mandinka. A lakosság mintegy 90%-a szunnita muszlim vallású. Függetlenségét 1965-ben nyerte el az  Egyesült Királyságtól.
Gambia területe a Gambia folyó mentén húzódik mintegy 320 kilométer hosszan, szélessége általában 20–50 km. Ásványkincsekben szegény, a gazdasága nagymértékben függ a mezőgazdaságtól, a halászattól és az egyik legfontosabb bevételi forrása a turizmus. A trópusi éghajlat, a tengerparti üdülőhelyek, a madármegfigyelés és a kulturális turizmus vonzza az európai és más nemzetközi turistákat.
Az ország többek között az ENSZ, az Afrikai Unió, a Nyugat-afrikai Államok Gazdasági Közössége (ECOWAS), a Nemzetközösség, a Világbank, az OIC és a WTO tagja.

## Nevének eredete
Az ország neve a Gambia-folyó nevéből származik. A név talán a mandigó kambra/kambaa (folyó) szóból lehet, de van olyan elképzelés, ami a gamba (lopótök) szóból származtatja, amely az egyik helyi törzsi vallásban szent növény.

## Földrajz
Gambia Nyugat-Afrikában fekszik a Gambia-folyó mentén. Az ország hossza K-Ny irányban  330 km. A legszélesebb részén (É-D) 41 km széles.

### Domborzat
Gambia földrajzilag alacsonyan fekvő síkvidék, a tengerszint feletti magasság nem haladja meg az 50 métert. Legmagasabb pontja: 48 m. A területet a Gambia-folyó dominálja, amely az ország fő víziútja és az Atlanti-óceánba ömlik.

### Vízrajz
Legjelentősebb folyója a Gambia, amely kelet-nyugati irányban széles szeli át az országot és széles deltatorkolattal ömlik az Atlanti-óceánba. A Gambia folyó a 450 km-es útja során mindössze 10 m magasságcsökkenést mutat, azaz egy lassan hömpölygő víztömegről van szó, melynek útját számos mellékág, valamint mangroveerdő kíséri.

### Éghajlat
Az ország éghajlata trópusi szavanna, esős és száraz évszak váltakozik. Az esős évszak júniustól októberig tart, ilyenkor intenzív záporok és magas páratartalom jellemző. A száraz évszak novembertől májusig tart. A száraz passzátszél a Szaharából érkezik az országra. A páratartalom 30 és 60% között, az évi középhőmérséklet 21 és 27 °C között van.

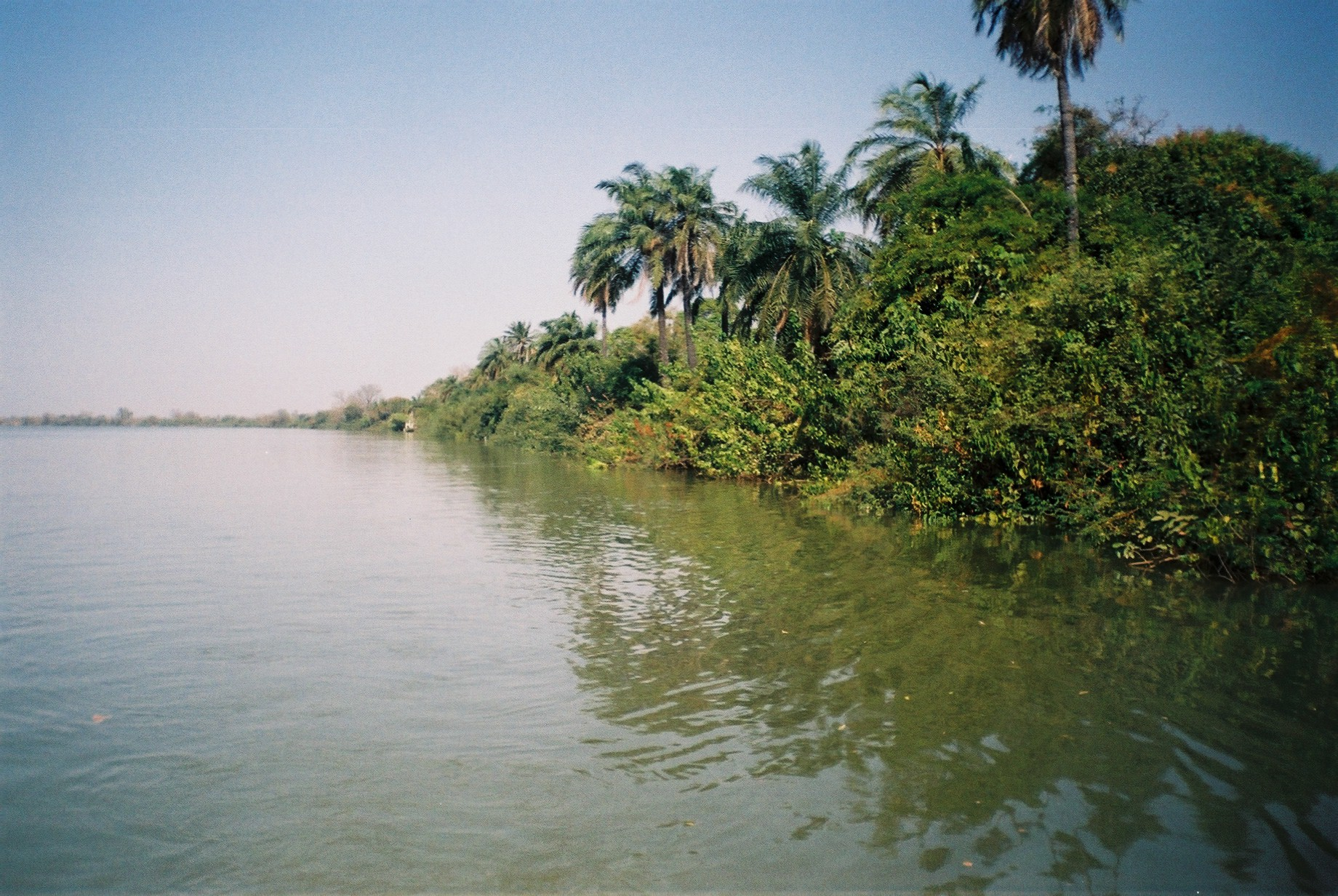
Galériaerdő a Gambia-folyó mentén
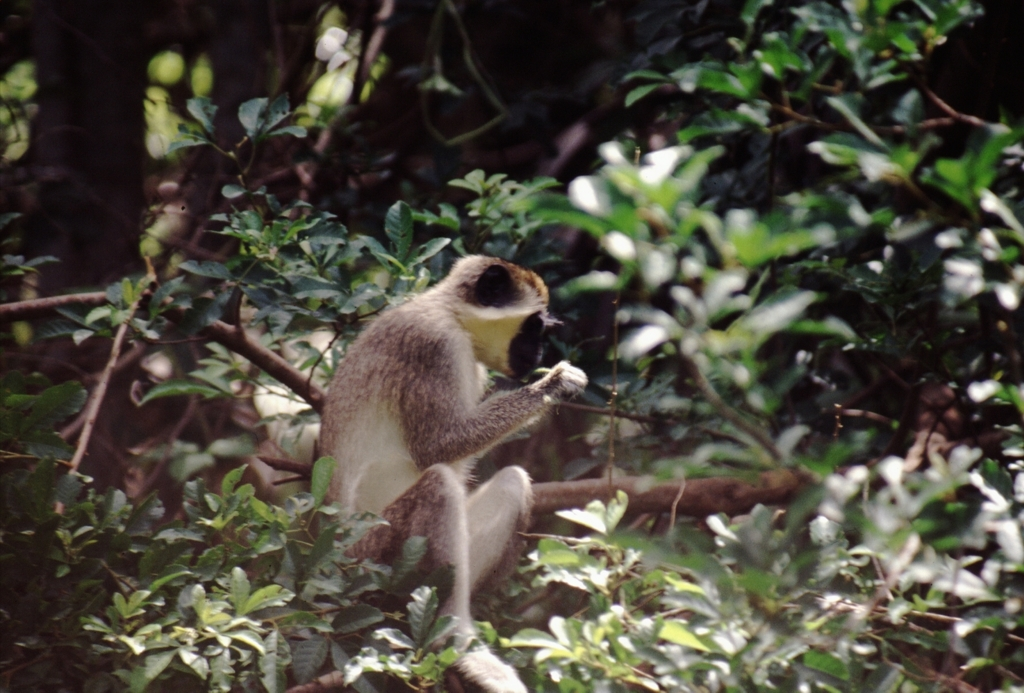
Chlorocebus
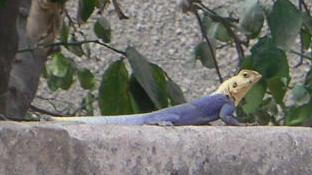
Telepes agáma
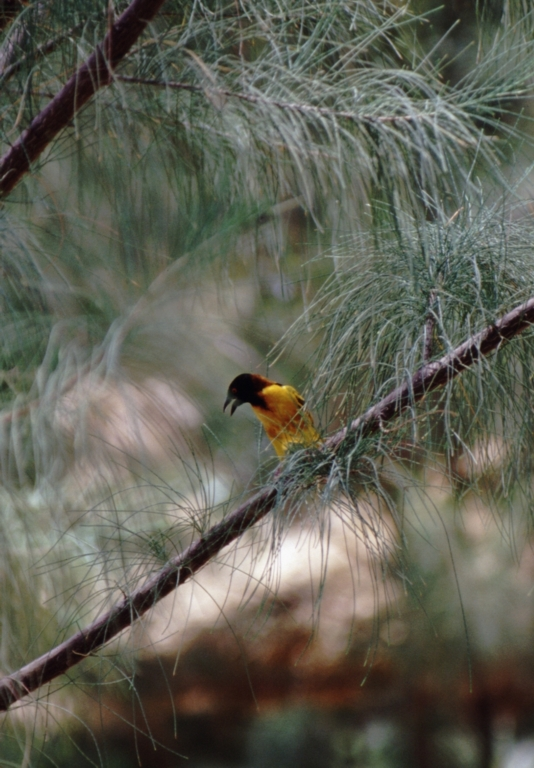
Málinkó-szövőmadár

### Élővilág, természetvédelem
A Gambia folyót galériaerdők kísérik. A galériaerdők sávját elhagyva a folyó középső szakaszán nedves, nyugatabbra száraz szavanna terül el, valamint ritkás erdőségek jellemzők. A folyó tölcsértorkolatának peremén mangrovenövényzet, a folyó partján rafiapálmákkal tarkított mocsárrétek vannak. Az eredeti növényvilág helyét nagyrészt kultúrnövényzet foglalta el.
Faunájára (a nemzeti parkokban) a főemlősök nagy száma jellemző. Mintegy 560 madárfaj él vagy költözik átmenetileg a part menti a területre, emiatt Gambia gazdag ökoturisztikai célpont. A folyó és annak környezete fontos élőhely krokodilok, vízilovak és halak számára.

#### Nemzeti parkjai
- Abuko Nature Reserve
- Bao Bolong Wetland Reserve
- Kiang West National Park
- Niumi National Park
- River Gambia National Park (nem látogatható)

#### Természeti világörökségei
Az UNESCO nem tart számon Gambiában természeti világörökséget.

## Történelem
A térségről szóló legkorábbi feljegyzések 9-10. századi arab kereskedőktől származnak. A muszlim vallásra először a Szenegál folyó középső szakaszán, annak északi részén fekvő Tekrur királyság lakói tértek át 1066-ban. Muszlim kereskedők a Szaharán át kereskedtek rabszolgával, arannyal és elefántcsonttal. A 14. század elején a mai Gambia legnagyobb része a Mali Birodalom adófizetője volt. A portugálok a térséget a 15. század közepén érték el és jövedelmező kereskedésbe kezdtek.
1588-ban Antonio portugál trónkövetelő kizárólagos kereskedelmi jogot adott a Gambia folyóra angol kereskedőknek; ezt az adományt I. Erzsébet angol királynő szabadalomlevele erősítette meg. 1618-ban I. Jakab angol király adott szabadalmat egy brit társaságnak Gambiával és Aranyparttal (a mai Ghána) való kereskedésre. 1651 és 1661 között Gambia egy része kurlandi (ma Lettország része) uralom alatt állt. Ezt a részt az angol királytól Jacob Kettler herceg vásárolta, aki lengyel vazallus volt.
A 17. század végétől az egész 18. századon át Nagy-Britannia és Franciaország vetélkedett a Szenegál és Gambia folyók vidéke feletti politikai és kereskedelmi fennhatóságért. Az 1783-ban Versailles-ben kötött szerződés a Gambia folyót Nagy-Britanniának juttatta, de francia kézen maradt az Albreda nevű kicsi enklávé a folyó északi partján, amit 1857-ben csatoltak Nagy-Britanniához.
A transzatlanti rabszolga-kereskedelem három évszázada alatt hárommillió rabszolgát szállítottak el innen. Azt nem tudni, hogy ugyanebben az időben, illetve korábban hányan kerültek arab rabszolga-kereskedők kezére. A rabszolgák többségét az európaiaknak afrikaiak adták el; leginkább a törzsi háborúk hadifoglyai voltak; mások adósrabszolgák, megint másokat egyszerűen elraboltak. A rabszolgák kezdetben Európába kerültek szolgának, a 18. századtól az Antillák és Észak-Amerika munkaerő-igényét elégítették ki. 1807-ben a Brit Birodalomban betiltották a rabszolga-kereskedelmet és a britek sikertelen kísérletet tettek hogy Gambiában véget vessenek a rabszolga-kereskedelemnek. 1816-ban helyőrséget telepítettek Bathurstba (ma Banjul). A következő években Banjul a Sierra Leonéba települt brit főkormányzó igazgatása alatt állt. Gambia 1888-ban lett különálló gyarmat.
1889-ben Franciaországgal kötött egyezmény jelölte ki Gambia jelenlegi határait. Az ország brit koronagyarmat lett, adminisztratív szempontból felosztották a tulajdonképpeni gyarmatra (Banjul város és környéke) és védnökségi területre (az összes többi terület). 1901-ben alakult meg Gambia saját végrehajtó és törvényhozó tanácsa, fokozatosan önkormányzata lett. 1906-ban rendeletben tiltották be a rabszolgatartást.
A II. világháborúban gambiai csapatok a szövetségesek oldalán harcoltak Burmában. Banjul reptere az amerikai légi szállításokat szolgálta, kikötője a szövetséges konvojok megállóhelye volt. Roosevelt amerikai elnök 1943-ban a casablancai konferenciára utaztában oda- és visszaúton is megpihent Banjulban egy éjszakára. Ez volt hivatalban lévő amerikai elnök első látogatása Afrikában.
A II. világháború után fokozatosan alkotmányreformot hajtottak végre. Az 1962-es általános választások után a következő évben az ország megkapta a teljes belső önkormányzatot. 1965. február 18-án Gambia a Nemzetközösségen belül független alkotmányos monarchia lett. Röviddel később a kormány népszavazásra bocsátotta azt a kérdést, hogy közvetlenül választott köztársasági elnökkel cseréljék le Gambia uralkodóját (II. Erzsébetet). A népszavazás sikertelen maradt, mert az alkotmány megváltoztatásához kétharmados többség kellett volna. 1970. április 24-én, egy másik népszavazás után Gambia köztársaság lett a Nemzetközösségen belül, Sir Dawda Kairaba Jawara miniszterelnököt választották államfővé.
Jawara elnököt ötször választottak újra. Az időszak viszonylagos stabilitását először az 1981-es puccskísérlet szakította meg. Egyhetes zavargás után, amelyben több százan életüket vesztették, Jawara, aki Londonba menekült, szenegáli segítséget kért. A szenegáli csapatok szétverték a lázadókat. A puccskísérlet után 1982-ben Gambia és Szenegál államszövetséget kötött. Szenegambia ténylegesen létrejött; átmenetileg egyesítették a fegyveres erőket és a két állam egységesítette gazdaságát és pénzét. 1989-ben Gambia kilépett a szövetségből.
1994 júliusában katonai puccs volt. Eltávolították Jawara kormányát és betiltottak minden ellenzéki politikai tevékenységet. Yahya A. J. J. Jammeh hadnagy lett az államfő. Tervet készítettek a demokratikus polgári kormányzásra való visszatérésre. 2001 végén és 2002 elején Gambiában elnökválasztást, képviselő-választást és helyi választásokat tartottak, amit a tapasztalt hiányosságok ellenére a külföldi megfigyelők szabadnak, tisztességesnek, átláthatónak minősítettek. Yahya Jammeh, aki a puccs óta töltötte be az elnöki posztot, 2001. december 21-én ismét letette a hivatali esküt. Pártja megtartotta nagyarányú többségét a Nemzetgyűlésben.
2013 októberében az ország kilépett a Nemzetközösségből, amelyet Jammeh elnök neokolonialista intézménynek bélyegzett.

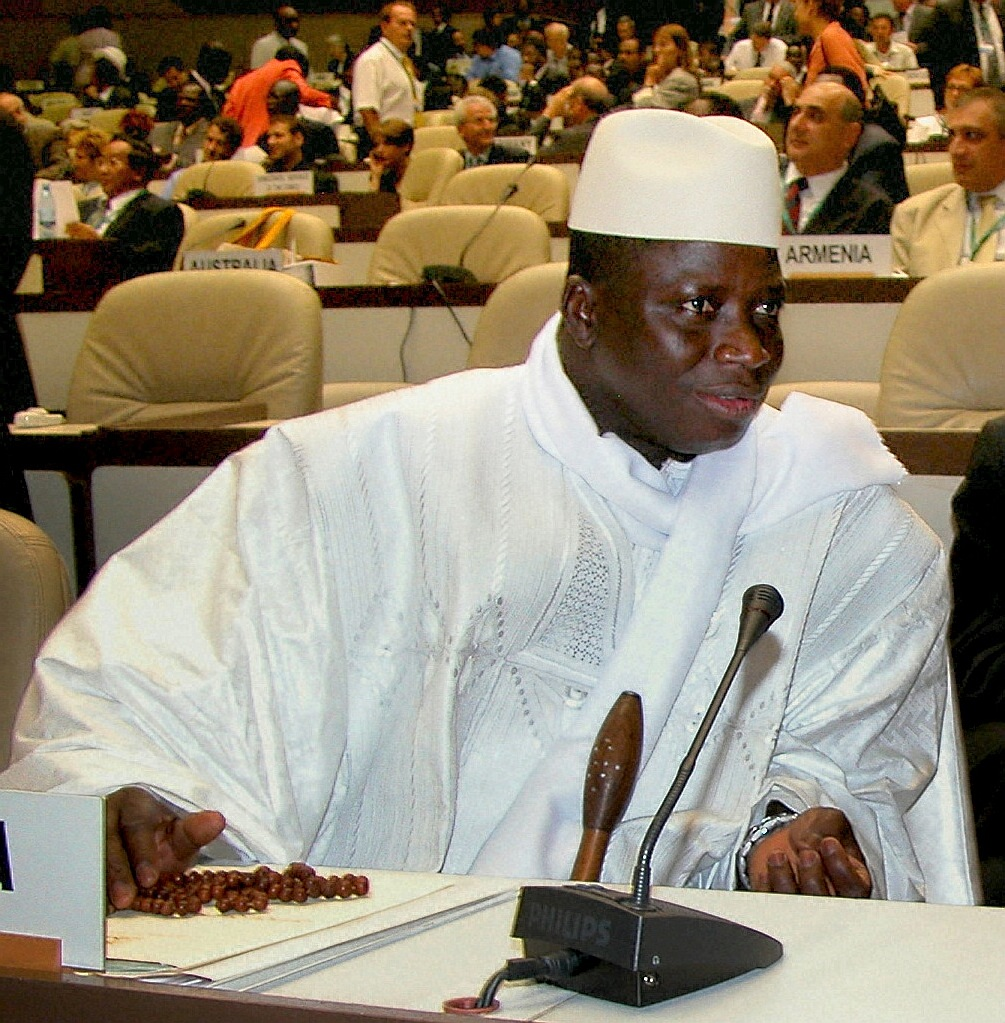
Yahya Jammeh

2015. december 12-én a gambiai elnök, Yahya Jammeh bejelentette, hogy a Gambiai Köztársaság mostantól Gambiai Iszlám Köztársaság lesz.
2016 decemberében elnökválasztást tartottak az országban, amelyen Jammeh elnök váratlan vereséget szenvedett az ellenzéki Adama Barrow-tól. Ezt követően elismerte  Barrow győzelmét, s ígéretet tett a hatalom átadására.
Az ország választási bizottsága az eredményt ellenőrizve elmondta, hogy egy terület eredményeinek megállapításánál szabálytalanságokat tártak fel, de ez nem módosítja a kialakult végeredményt. Ez azonban alapot adott arra, hogy korábbi álláspontját megváltoztatva, Jammeh megtagadja a hatalom átadását.
A környező afrikai államok (Szenegál, Nigéria) emiatt katonai beavatkozást helyeztek kilátásba arra az esetre, ha Jammeh nem távozik önként a hatalomból 2017. január 18-án, szerdán éjfélkor (amikor lejárt az alkotmány által megszabott megbízatási ideje). Mivel ez nem történt meg, ezért a szenegáli hadsereg másnap bevonult Gambiába. Utódját eközben az ország dakari nagykövetségén beiktatták.
A Nyugat-afrikai Államok Gazdasági Közössége (ECOWAS) bizottságának elnöke, Marcel de Souza aznap éjjel bejelentette, hogy a megszálló államok felfüggesztik a katonai hadműveletek végrehajtását, mivel készek a diplomáciai megoldásra. Az ECOWAS leszögezte, hogy amennyiben Jammeh önként távozik a hatalomból, akkor amnesztiában részesülhet, s száműzetésben töltheti élete hátralévő részét abban az államban, amelyet ő választ, de ha péntek délig ez nem történik meg, akkor újraindítják a katonai hadműveleteket. A tárgyalásokat Alpha Condé, Guinea elnöke vezette, s közvetítőként Libéria és Mauritánia vezetője is segítséget nyújtott.
Az ECOWAS államai a későbbiekben meghosszabbították a határidőt és Condé, illetve a mauritániai elnök, Mohamed Ould Abdel Aziz Banjulba érkezett, hogy a helyszínen vegye rá Jammeh-et a távozásra. Közben a Reuters telefonos interjút készített Ousman Badjie-val, a mintegy 800-2500 fős gambiai hadsereg legmagasabb rangú vezetőjével, aki kijelentette, hogy az ország katonái nem fognak fegyveres ellenállásba lépni „sem a nigériai, sem a togói, sem más az országba lépő haderő ellen”. Az ENSZ nyugat-afrikai és száhel-övezeti megbízottja, a tárgyalásokon is részt vevő Mohamed Ibn Chambas elmondta, hogy Jammeh valószínűleg nem fog Szaddám Huszein egykori iraki elnök sorsára jutni. Eközben szemtanúkra hivatkozva a Reuters jelentette, hogy Jammeh a szenegáli határtól 1 km-re lévő, megerősített birtokára vonult vissza. Jammeh később bejelentette, hogy él az amnesztia lehetőségével és távozik a hatalomból.

## Államszervezet és közigazgatás

### Alkotmány, államforma
Gambia demokratikus többpártrendszerű köztársaság, 2015 decemberétől 2017 januárjáig iszlám köztársaság.
1994-ben Jammeh katonák segítségével került hatalomra. 1998-ig betiltott minden pártot, és diktatórikusan kezdte vezetni az országot. A turizmus az országnak nagy bevételt jelent, ezért kénytelen volt választásokat kiírni, hogy turisták érkezzenek az országba. 1996-ban új alkotmányt vezetett be.
Gambia Szenegállal nagyon szoros és belsőséges kapcsolatokat ápol. Mindkét ország a függetlenség elnyerése óta a partnerségre törekszik.

### Politikai pártok
- Alliance for Patriotic Reorientation and Construction (APRC) – kormánypárt
- National Alliance for Democracy and Development (NADD) – koalíció
  - National Democratic Action Movement (NDAM)
  - National Reconciliation Party (NRP)
  - People's Democratic Organisation for Independence and Socialism (PDOIS)
  - People's Progressive Party (Gambia) / People's Progressive Party (PPP)
  - United Democratic Party (UDP)
- Gambia Party for Democracy and Progress (GPDP)
- National Convention Party (NCP)

#### Elnökök
- Dawda Jawara (1924 – 2019): 1970. április 24. – 1994. július 22.
- Yahya Jammeh (1965 – ): 1994. július 22. – 2017. január 19. (de jure)
- Adama Barrow (1965 – ): 2017. január 19. (de jure) – hivatalban

## Közigazgatási beosztás

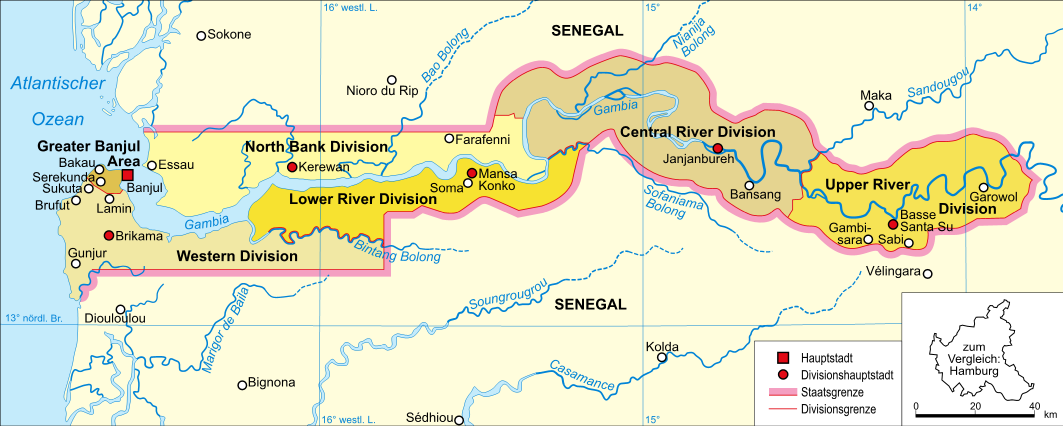
Gambia térképe

- Banjul
- Upper River
- Western
- Central River
- Lower River
- North Bank

## Népesség

### Népességének változása
| Lakosok száma | 367 929 | 408 182 | 489 860 | 585 155 | 732 092 | 979 666 | 1 159 271 | 1 391 934 | 1 734 966 | 2 639 916 |
|               | 1960    | 1966    | 1973    | 1979    | 1985    | 1992    | 1998      | 2004      | 2011      | 2021      |

### Etnikai, nyelvi, vallási megoszlás
39,5% – mandinka, 18,8% – fulbe, 14,6% – volof, 10,6% – diola, 8,9% szerahuli, 2,8% – szerer, 1,8% – aku, 0,8% – mandzsago, 0,7% – bambara, 1,5% – egyéb.
Az angol nyelv a hivatalos az országban.
Az országban több különböző népcsoport is él. Ők különböző nyelven beszélnek. Az országban 9 főnyelvet beszélnek, ezenkívül 20 különböző nyelvváltozatot.
A 9 fő nyelv: mandinka (453 500), fulfulde (262  550), volof (165 000), szoninke (66 175), diola (59 650), szerer (28 360), mandzsak (19 250), malinke (12 600).
A mandinka nép aránya 42%. Hívják őket még malinkéknek, mandingóknak is. Több nyugat-afrikai országban elterjedt szudáni népről van szó. A következő nagyobb etnikai csoport a fulbe, régi nevén fulani, szinte egész Nyugat-Afrikában elterjedt szudáni néger népcsoport, arányuk 18%. A volofok 16%-nyian vannak, ők Szenegál legnagyobb népcsoportja. Egyébiránt ugyanazon népek élnek itt, mint az országot teljesen körbeölelő Szenegál területén, bár más arányban. A diolák 10%, míg a szoninkék 9%-os arányt érnek el. Kisebb szudáni néger népcsoportok is vannak, összesen 5%. A szudáni négerek magas termetű, igen sötét bőrű afrikai feketék.
Az ország lakosságának a 90%-a szunnita muszlim, 9%-a római katolikus, a maradék 1% törzsi vallású.

## Gazdaság

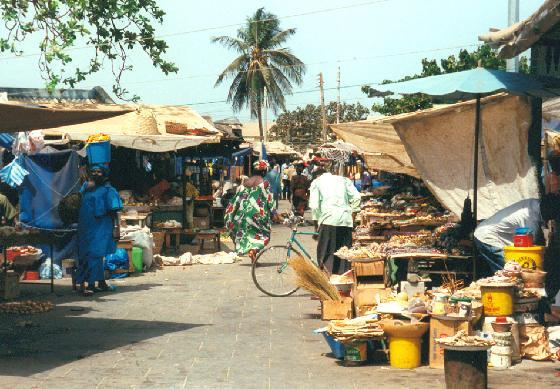
Piackép, Banjul

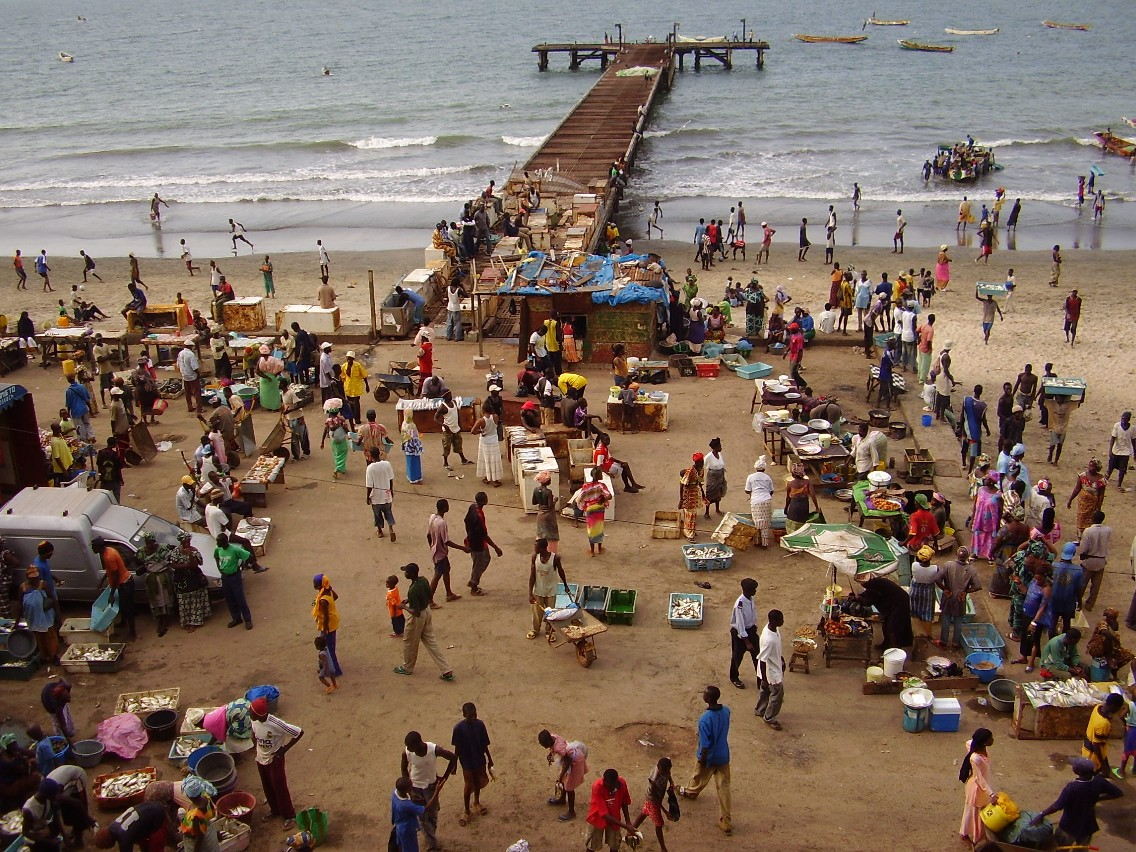
Halpiac, Bakau

### Általános adatok
Gambia kis területű, elmaradott agrárország, mely nagyon kevés természeti kinccsel rendelkezik.

#### Mezőgazdaság
A lakosság 80%-a a mezőgazdaságban dolgozik, a gazdaság a földimogyoró-termesztésén és annak exportján alapul. Emellett rizst és kölest termesztenek, valamint kecskét, juhot és marhát tenyésztenek. Gambia kormánya a gyapot és citrusfélék termesztésével próbálja a gazdaságot színessé tenni.

#### Ipar
Ásványkincsei szinte nincsenek, a szerény ipar a mezőgazdaság termékeit dolgozza fel.

#### Kereskedelem
- Exporttermékek: földimogyoró, hal, gyapot, pálmamag
- Importtermékek: élelmiszerek, iparcikkek, üzemanyag, műszaki felszerelései és alkatrészek, közlekedési eszközök
- Főbb kereskedelmi partnerek: Benelux államok, Kína, Japán, Hongkong, Egyesült Királyság, Brazília, Franciaország

## Közlekedés

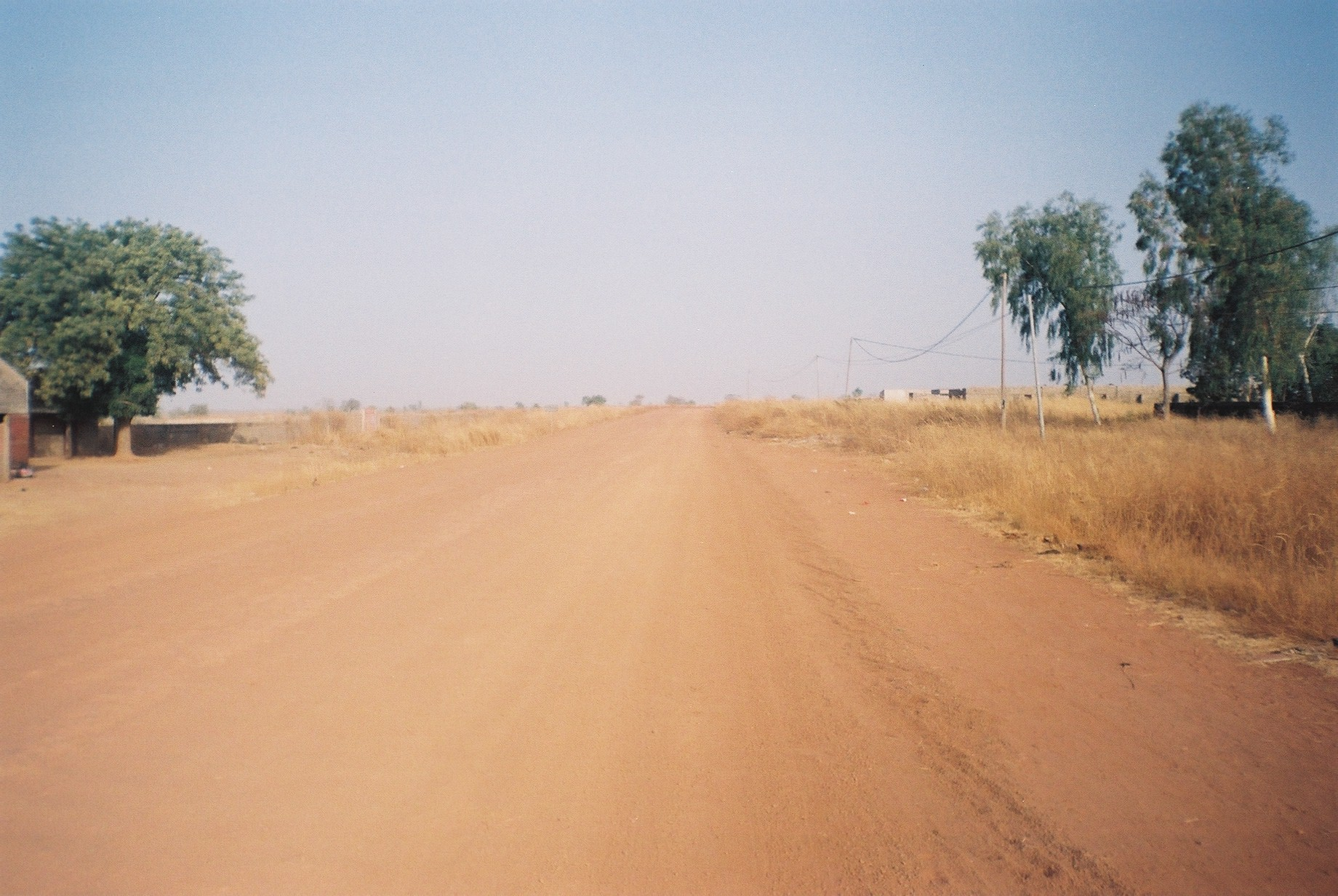
A transzgambiai főút (N. Bank Road) Farafenni közelében

Az országban a közúti közlekedés a bal oldalon zajlott 1965-ig. Azóta áttértek a jobb oldali közlekedésre. Az úthálózat 3742 km, ebből 723 km aszfaltozott. A legfontosabb út északon fut Banjul-Brikama-Basse Santa Su vonalon.
A személyszállítás javát a Gambia Public Transport Corporation (GPTC) végzi. Az országban fontos közlekedési eszköz a busztaxi.
Az országban nincs vasútvonal. Az 1930-as években még Brikamában volt 12 km, ezt később felszámolták.
Az országban Banjulban van nemzetközi repülőtér.
1996 és 2000 között felépült a banjuli repülőtér, modernizálták az utakat.
Banjulban van az ország egyetlen kikötője.
Minibuszok közlekednek Banjul, Serrekunda és a többi tengerparti város között, míg a közösen használt taxik Serrekunda, Fajara és Bakau között közlekednek. A taxisokkal érdemes az utazás előtt megalkudni a vételárban.

## Kommunikáció
A mobil lefedettség jónak mondható.

### Egyéb telekommunikációs adatok
| Hívójel prefix | C5 |
| ITU zóna       | 46 |
| CQ zóna        | 35 |

## Kultúra

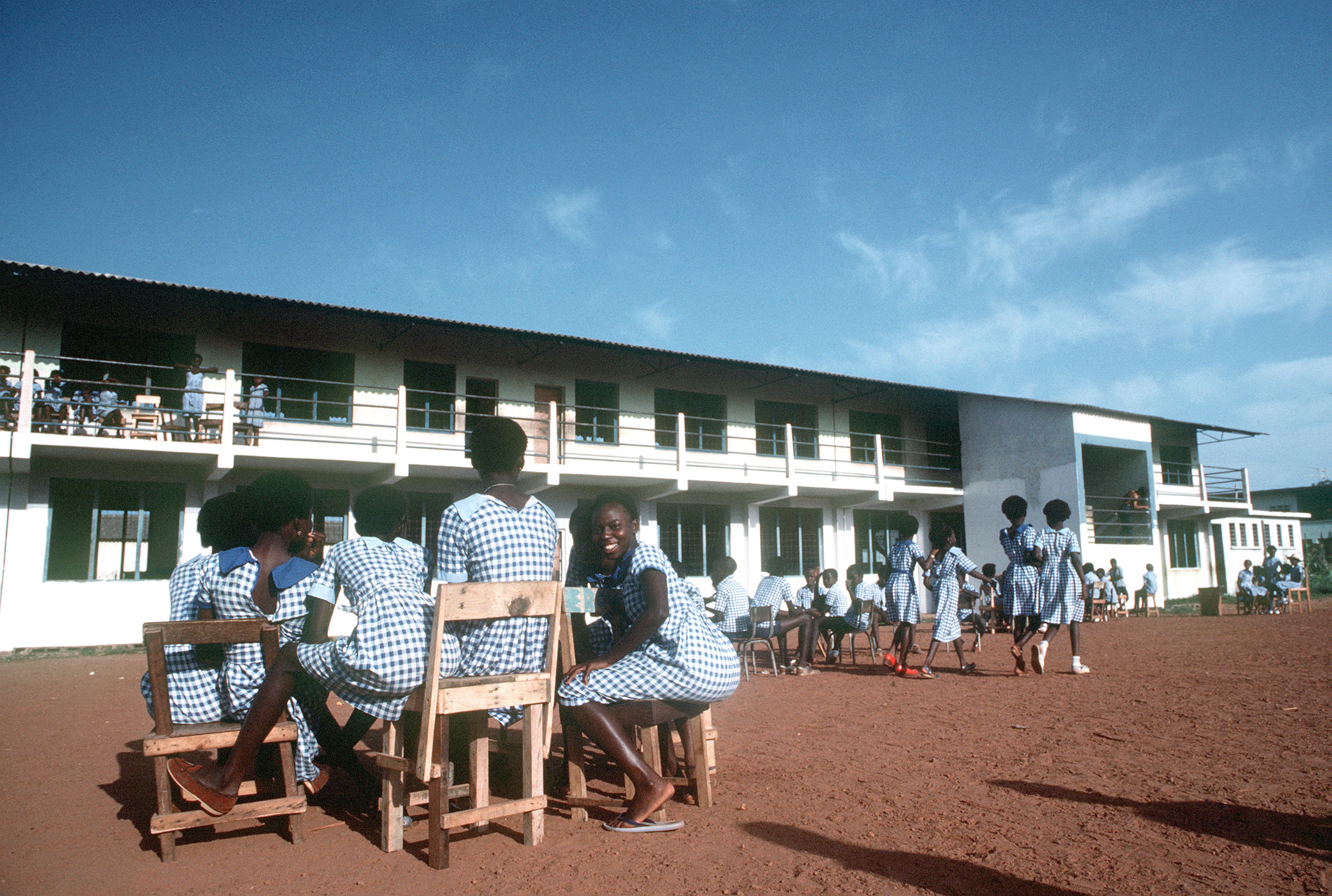
Iskolaépület diáklányokkal

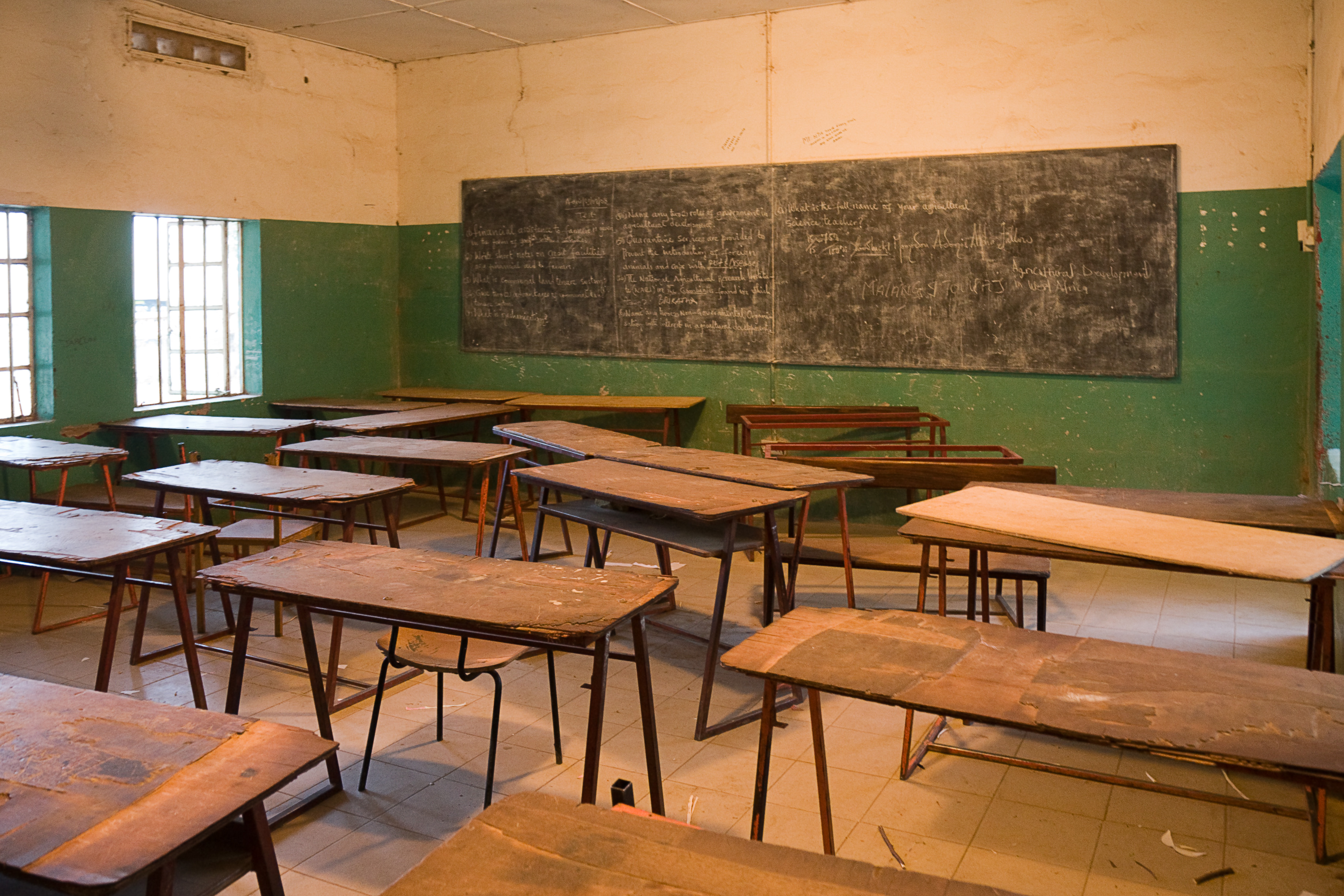
Iskolaterem

A „meleg” szexuális kapcsolatok kulturális tabut jelentenek. A legjobb elkerülni az érzelmek nyilvános kimutatását (amit a férfi-nő kapcsolatban is rosszallnak).

### Oktatási rendszer
Az országban 50% az analfabéták aránya (2015). 
Az írástudók aránya a 15 év fölötti lakosságot tekintve:
- Férfiak: 61,8%
- Nők: 41,6% (2015)

A két nem közti különbség nagyrészt az adott család anyagi körülményeitől függ. Ha a ház körüli munkáknál vagy a háztáji gazdaságban szükség van munkaerőre, akkor elsősorban a lányokat veszik ki az iskolából, hogy otthon tudjanak dolgozni. Középiskolában vagy a felsőfokú oktatásban a lányok a házasság miatt hagyják ott a képzést.
Az iskolarendszer a brit oktatási rendszerhez hasonlít. 7 éves kortól iskolaköteles a gyermek. 1998-ban alakult az első egyetem az országban.

### Kulturális intézmények

#### Kulturális világörökség
- A James-sziget és a kapcsolódó területek – Afrika és Európa korai érintkezésének emléke
- A szenegambiai kőkör (Szenegállal közös) – 1500 évvel ezelőtti nagy területre kiterjedő, jól szervezett társadalom emléke

#### Múzeumok
| Név                  | Település            | Ismertetés                                              |
| -------------------- | -------------------- | ------------------------------------------------------- |
| Arch 22              | Banjul               | a diadalívben vannak a kiállítási darabok               |
| Darwin Field Station | Abuko Nature Reserve | kis természeti kiállítás                                |
| Juffure Museum       | Juffure              | a múzeum témái a kitalált Kunta Kinte és a rabszolgaság |
| Kachikally Museum    | Bakau                | a gambiai történelmet és kultúrát mutatja be            |
| Kerr Batch Museum    | Kerr Batch           |                                                         |
| National Museum      | Banjul               | néprajzi múzeum                                         |
| Tanji Village Museum | Tanji                | magánmúzeum, a gambiai kultúrát mutatja be              |
| Wassu Museum         | Wassu                | a Szenegambiai Államszövetség a fő témája               |

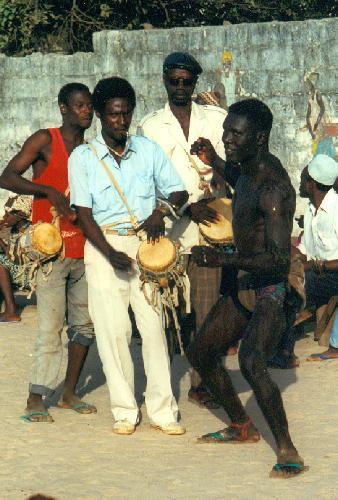
Dobosok egy sporteseményen

Juffure (angol írásmóddal: Jufureh) az 1970-es évek után került a turisták célpontjai közé, amikor Alex Haley publikálta a Gyökerek című könyvét, ami Kunta Kinte nevű őse  rabszolgasorba való taszításáról és Észak-Amerikába való hurcolásáról szól. A kis település semmiféle látnivalót nem kínál.

### Hagyományok, néprajz
A hagyományos gambiai hangszer a balafon, kora és a dzsembé. Az egész országban a férfiak, ha idejük van dzsembén játszanak.
Az ország elismert zenésze Foday Musa Suso. Ő afrikai hiphop, afro-karibi és popzenében járatos.
A magánéletben fontos szerepet tölt be a nagyobb család. A poligám házasság ma is fontos szerepet játszik Gambiában. Még viszonylag „szegény” férfiak is néha több feleséget tartanak, így egy átlagos család létszáma könnyen 10 fölé emelkedik. Válás után a volt feleség rendszerint visszaköltözik a szüleihez. Az egy feleséggel vagy egyedülálló anyával rendelkező háztartások ritkák, kivéve abban az esetben, ha a férj átmenetileg például Európában dolgozik, és onnan küld haza pénzt a családja és a szülei számára.
Szokásos és nem számít sértésnek, hogy ha az evésre felkínált tálban a vendég maradékot hagy, jelezve, hogy „eleget evett”. Ilyenkor a további evésre való biztatás elutasítása nem számít udvariatlanságnak.
Az evéshez kizárólag a jobb kéz használható, a bal kéz „tisztátalan”, hiszen az szolgál például a fenék kitörlésére.

### Gasztronómia
A gambiai konyha a nyugat-afrikai konyhának a része, erős arab befolyással. Az országnak nincs hagyományos, speciális étele. Ezek az ételek a szomszédos Szenegálban is megtalálhatók.
A gambiaiak hagyományosan halat, rizst, krumplit, maniókát, okrát és zöldséget esznek.
Az alkoholfogyasztás nem jellemző az országra, a nagy számú muzulmán népesség miatt. Azonban az aku és a diola népcsoport szívesen iszik pálmabort.
Az étkezéseket közösségben egy nagy tál körül ülve fogyasztják, amiből kanállal vagy kézzel vesznek. Az étel alapja többnyire rizs és valamilyen öntet.

## Média
Az országban nagy az analfabéták száma, ezért kevés az újság. A legfontosabb heti újság a The Daily Observer. A legfontosabb politikai napilap a The Point.
Az Organisation Reporter határok nélküli szabad újság.
Az állami rádiótelevízió neve: Gambia Radio & Television Services (GRTS).

### Egyéb telekommunikációs adatok
| Hívójel prefix | C5 |
| ITU zóna       | 46 |
| CQ zóna        | 35 |

## Turizmus

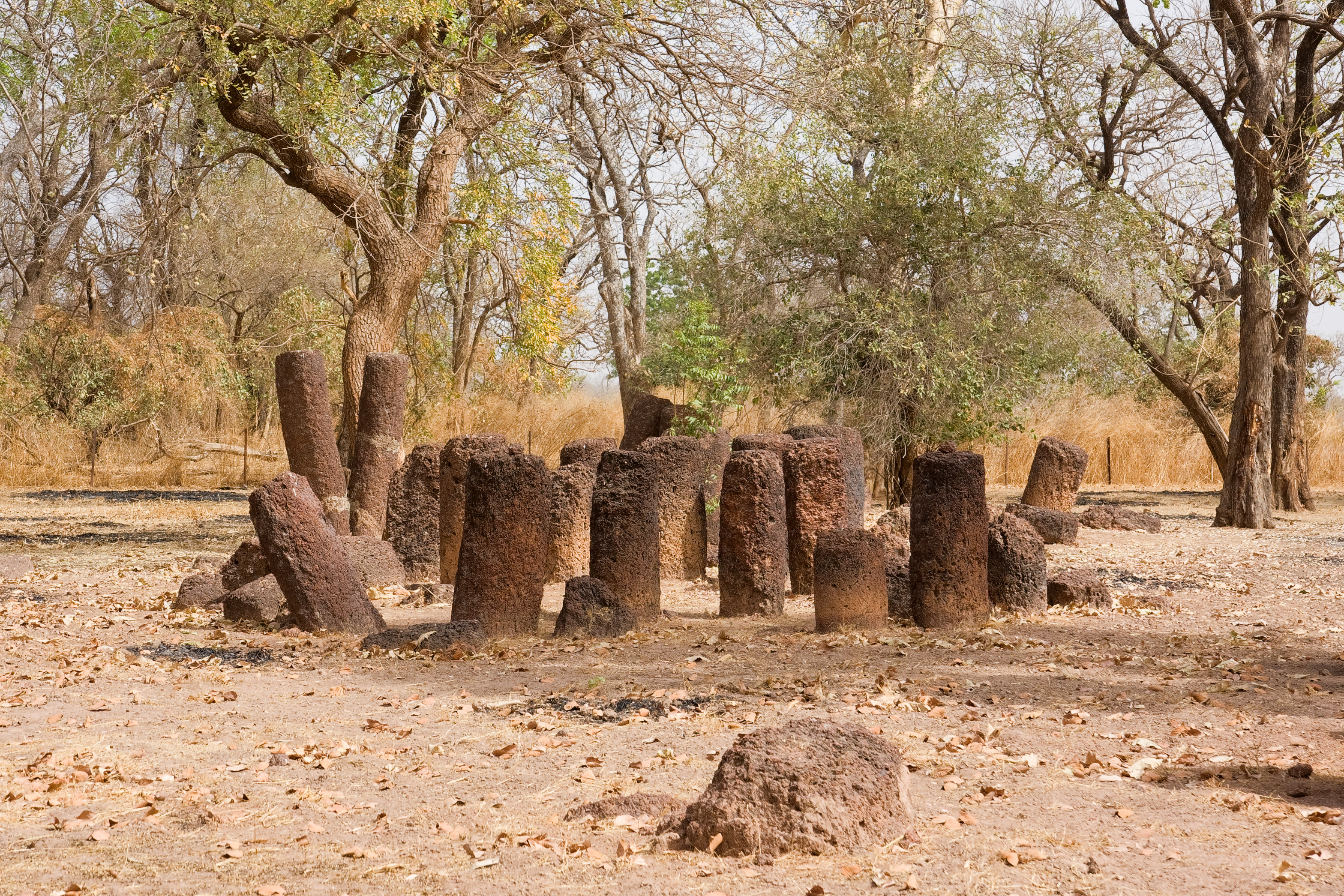
A Kerr Batch-i egyike a számtalan prehisztorikus kőkörnek

Az idegenforgalom nem jelentős, az utóbbi években csökkent az ebből származó bevétel.
Vízum: nem szükséges a Nemzetközösség (Commonwealth), Belgium, Németország, Olaszország, Luxemburg, Hollandia, az Ecowas vagy a skandináv országok állampolgárai számára. Mindenki másnak kötelező. Érdemes a beutazás előtt beszerezni, mert a határon ez nehézségekbe ütközik. A vízum 30 napig érvényes.
A turisták számára legnépszerűbb idő Gambia meglátogatására a november és február közötti időszak, amikor az időjárás száraz és viszonylag hűvös, az átlagos nappali hőmérsékleti maximum 24 °C körüli. Ez az időszak a legmegfelelőbb a madárvilág megfigyelésére is. A nedves évszak június köról kezdődik és szeptemberig tart. Ilyenkor az átlaghőmérséklet 30 °C körül alakul. Ez az az idő, amelyet a legtöbb turista elkerül. Az esők elmossák az utak egy részét, lehetetlenné téve bizonyos utazások megtételét, főleg a vidéki területeken. A malária széles körben terjed ilyenkor, a fojtogató és párás meleg pedig kényelmetlenné válhat. De ennek is van pozitív oldala. Minden zöldebb, a független, egyéni utazók élvezni tudják a nagy turistacsoportok hiányát, és sok helyen akár 50%-kal is csökkentik az árakat.
Október és november meglehetősen száraz, bár nagyon meleg – aki el tudja viselni a magas hőmérsékletet, annak ez egy remek alkalom, hogy eljöjjön ide. Lehet élvezni a buja zöldek látványát, a duzzadó folyókat és a nagy vízeséseket, és közben szárazon maradni. A strandok nem zsúfoltak, és biztosan lehet találni megfelelő hotelszobát.
A vegetáriánus étkezés igényét furcsának tartják, amikor valaki megengedheti magának a húsevést, mivel a zöldségek kizárólagos fogyasztása a szegényebb néprétegekre jellemző. Éttermekben nehezen hozzáférhető lehetőség.
Egyedülálló nőknek tanácsos elkerülniük éjszaka a strandok környezetét, mivel itt fiatal férfiak erőszakos módon ajánlják fel szexuális szolgálataikat. A felajánlott szolgáltatást udvariasan, de határozottan el kell utasítani, ha nem tartanak rá igényt.
Néhány strand nem biztonságos az erős víz alatti áramlások miatt.
A fali elektromos csatlakozók 220 Voltos elektromos energiát szolgáltatnak, és vagy két pólusúak (mint Európában szokásos), vagy három szögletes pólussal rendelkeznek, mint Nagy-Britanniában.
A rendőrségi ellenőrző pontok idegesítőek lehetnek, de érdemes ilyenkor is nyugodtnak és barátságosnak maradni, mivel a dühös viselkedés a rendőrökből is másfajta reakciót vált ki.
Az utcán való pénzváltás kockázatokkal jár. A turistát megkérik egy 100 dolláros bankjegy 10 vagy 20 dolláros bankjegyekre való váltására, azonban a 100 dolláros bankjegy többnyire hamis.

### Látnivalók
- Az Atlanti-óceán partján lévő üdülők
- Janjanbureh / Georgetown
- Abuko nemzeti rezervátum: madarak, majmok, krokodilok
- Banjul: Gambia fővárosa – piac és kikötő
- Gunjur & Kartong: kicsi, csendes, halászattal foglalkozó közösség

## Javasolt oltások
Javasolt oltások Gambiába utazóknak:
- Hastífusz
- Hepatitis A (nagy a fertőzésveszély)
- Hepatitis B (nagy a fertőzésveszély)
- Sárgaláz

Malária ellen tabletta van. (Nagy a fertőzésveszély).
Javasolt oltás bizonyos területekre utazóknak:
- Járványos agyhártyagyulladás
- Veszettség

Kötelező oltás, ha fertőzött országból érkezik/országon át utazik valaki:
- Sárgaláz

## Sport
A 2004-es olimpián 2 sportoló vett részt Gambiából: Jaysuma Saidy Ndure könnyűatléta és Adama Njie 800 méteren futott. Érmet eddig az ország még nem szerzett soha.
- Bővebben: Gambia az olimpiai játékokon
- Lásd még: Gambiai labdarúgó-válogatott

## Ünnepnapok
| Dátum         | angol név        | magyar név            |
| ------------- | ---------------- | --------------------- |
| január 1.     | New Year's day   | újév                  |
| február 18.   | Independence Day | a függetlenség napja  |
| május 1.      | Labour day       | a munka ünnepe        |
| július 22.    | Republic Day     | a köztársaság napja   |
| augusztus 15. | Holy Maria day   | Mária mennybemenetele |
| december 25.  | Christmas Day    | karácsony             |

### Újságok
- Hírek (angol)
- The Daily Observer
- The Gambia Daily Freedom newspaper
- The Gambia Echo
- The Gambia Journal
- The Gambia Now
- The Gambia Statehouse News